# Lagynochthonius guasirih
Lagynochthonius guasirih är en spindeldjursart som först beskrevs av Volker Mahnert 1988.  Lagynochthonius guasirih ingår i släktet Lagynochthonius och familjen käkklokrypare. Inga underarter finns listade i Catalogue of Life.